# AHL 2008/09
Die Saison 2008/09 war die 73. reguläre Saison der American Hockey League (AHL). Die reguläre Saison begann am 1. Oktober 2008 und lief bis zum 12. April 2009. In dieser Zeit bestritten die 29 Teams der Liga jeweils 80 Begegnungen. Die jeweils acht besten Mannschaften der Eastern Conference und der Western Conference werden anschließend in einer Play-off-Runde um den Calder Cup spielen.
Das 22. AHL All-Star Classic fand am 26. Januar 2009 in Worcester, Massachusetts im DCU Center statt. Bei dem Spiel trat ein kanadisches All-Star Team gegen das Team PlanetUSA, bestehend aus US-amerikanischen und internationalen Spielern, an.

## Teamänderungen
Folgende Änderungen wurden vor Beginn der Saison vorgenommen:
- Die Iowa Stars aus Des Moines, Iowa wurden umbenannt und nehmen jetzt unter dem Namen Iowa Chops am Spielbetrieb der Western Conference teil.

## Reguläre Saison

### Abschlusstabellen
Abkürzungen: GP = Spiele, W = Siege, L = Niederlagen, OTL = Niederlage nach Overtime, SOL = Niederlage nach Shootout, GF = Erzielte Tore, GA = Gegentore, Pts = Punkte

Erläuterungen: In Klammern befindet sich die Platzierung innerhalb der Conference;       = Playoff-Qualifikation,       = Division-Sieger,       = Conference-Sieger

#### Eastern Conference
| Atlantic Division        | GP | W  | L  | OTL | SOL | GF  | GA  | Pts |
| ------------------------ | -- | -- | -- | --- | --- | --- | --- | --- |
| Hartford Wolf Pack (4)   | 80 | 46 | 27 | 3   | 4   | 243 | 216 | 99  |
| Providence Bruins (5)    | 80 | 43 | 29 | 2   | 6   | 238 | 232 | 94  |
| Portland Pirates (8)     | 80 | 39 | 31 | 3   | 7   | 249 | 239 | 88  |
| Worcester Sharks (9)     | 80 | 42 | 35 | 1   | 2   | 223 | 223 | 87  |
| Manchester Monarchs (10) | 80 | 37 | 35 | 0   | 8   | 211 | 218 | 82  |
| Lowell Devils (11)       | 80 | 35 | 36 | 2   | 7   | 213 | 243 | 79  |
| Springfield Falcons (14) | 80 | 24 | 44 | 8   | 8   | 188 | 258 | 60  |

| East Division                      | GP | W  | L  | OTL | SOL | GF  | GA  | Pts |
| ---------------------------------- | -- | -- | -- | --- | --- | --- | --- | --- |
| Hershey Bears (1)                  | 80 | 49 | 23 | 2   | 6   | 296 | 240 | 106 |
| Bridgeport Sound Tigers (2)        | 80 | 49 | 23 | 3   | 5   | 241 | 212 | 106 |
| Wilkes-Barre/Scranton Penguins (3) | 80 | 49 | 25 | 3   | 3   | 274 | 212 | 104 |
| Philadelphia Phantoms (6)          | 80 | 43 | 30 | 2   | 5   | 234 | 232 | 93  |
| Binghamton Senators (7)            | 80 | 41 | 30 | 5   | 4   | 232 | 238 | 91  |
| Norfolk Admirals (12)              | 80 | 33 | 38 | 4   | 5   | 236 | 269 | 75  |
| Albany River Rats (13)             | 80 | 33 | 40 | 3   | 4   | 219 | 258 | 73  |

#### Western Conference
| North Division            | GP | W  | L  | OTL | SOL | GF  | GA  | Pts |
| ------------------------- | -- | -- | -- | --- | --- | --- | --- | --- |
| Manitoba Moose (1)        | 80 | 50 | 23 | 1   | 6   | 239 | 188 | 107 |
| Hamilton Bulldogs (3)     | 80 | 49 | 27 | 4   | 0   | 263 | 201 | 102 |
| Grand Rapids Griffins (4) | 80 | 43 | 25 | 6   | 6   | 255 | 226 | 98  |
| Toronto Marlies (6)       | 80 | 39 | 29 | 5   | 7   | 240 | 229 | 90  |
| Syracuse Crunch (7)       | 80 | 40 | 32 | 5   | 3   | 214 | 226 | 88  |
| Lake Erie Monsters (14)   | 80 | 34 | 38 | 3   | 5   | 199 | 218 | 76  |
| Rochester Americans (15)  | 80 | 29 | 43 | 0   | 8   | 184 | 259 | 66  |

| West Division            | GP | W  | L  | OTL | SOL | GF  | GA  | Pts |
| ------------------------ | -- | -- | -- | --- | --- | --- | --- | --- |
| Milwaukee Admirals (2)   | 80 | 49 | 22 | 3   | 6   | 229 | 195 | 107 |
| Peoria Rivermen (5)      | 80 | 43 | 31 | 2   | 4   | 215 | 211 | 92  |
| Houston Aeros (8)        | 80 | 38 | 31 | 2   | 9   | 218 | 230 | 87  |
| Rockford IceHogs (9)     | 80 | 40 | 34 | 0   | 6   | 229 | 220 | 86  |
| Quad City Flames (10)    | 80 | 36 | 31 | 6   | 7   | 212 | 216 | 85  |
| Chicago Wolves (11)      | 80 | 38 | 37 | 3   | 2   | 226 | 222 | 81  |
| Iowa Chops (12)          | 80 | 33 | 33 | 4   | 10  | 209 | 260 | 80  |
| San Antonio Rampage (13) | 80 | 36 | 38 | 2   | 4   | 205 | 243 | 78  |

### Beste Scorer
Abkürzungen: GP = Spiele, G = Tore, A = Assists, Pts = Punkte, +/- = Plus/Minus, PIM = Strafminuten; Fett: Saisonbestwert
| Spieler                    | Team                  | GP | G  | A  | Pts | PIM |
| -------------------------- | --------------------- | -- | -- | -- | --- | --- |
| Alexandre Giroux           | Hershey               | 69 | 60 | 37 | 97  | 84  |
| Keith Aucoin               | Hershey               | 70 | 25 | 71 | 96  | 73  |
| Jason Krog                 | Manitoba              | 74 | 30 | 56 | 86  | 30  |
| Janne Pesonen              | Wilkes-Barre/Scranton | 70 | 32 | 50 | 82  | 33  |
| Artjom Anissimow           | Hartford              | 80 | 37 | 44 | 81  | 50  |
| Darren Haydar              | Grand Rapids          | 79 | 31 | 49 | 80  | 26  |
| Tim Stapleton              | Toronto               | 70 | 28 | 51 | 79  | 26  |
| Corey Locke                | Houston               | 77 | 25 | 54 | 79  | 60  |
| Pierre-Alexandre Parenteau | Hartford              | 74 | 29 | 49 | 78  | 142 |
| Kyle Greentree             | Quad City             | 79 | 39 | 37 | 76  | 63  |

## Calder-Cup-Playoffs

### Modus
Für die Playoffs qualifizieren sich in der Eastern Conference je die vier besten Mannschaften der Atlantic Division und der East Divisions. In der Western Conference funktioniert die Verteilung der Playoffplätze anders, da die West Division um eine Mannschaft stärker besetzt ist, als die North Division. Qualifiziert sind die vier besten Mannschaften der West Division und die drei besten Mannschaften der North Division. Den achten Playoffplatz in der Western Conference erhält entweder die viertplatzierte Mannschaft der North Division oder die fünftplatzierte Mannschaft der West Division. Diejenigen der beiden Mannschaften mit den meisten Punkten ist qualifiziert.
In den ersten beiden Runden spielt jede Division ihren eigenen Sieger aus, ehe im Conference Halbfinale die Sieger der Conferences ausgespielt werden, die im Calder-Cup-Finale aufeinander treffen. Dabei trifft die auf der Setzliste am höchsten befindliche Mannschaft immer auf die niedrigst gesetzte. Der Teilnehmer, der entweder der drittplatzierten der North Division oder der fünftplatzierte der West Division sein wird, nimmt dabei den letzten Platz der Setzliste in der North Division ein. Alle Serien jeder Runde werden im Best-of-Seven-Modus ausgespielt, das heißt, dass ein Team vier Siege zum Erreichen der nächsten Runde benötigt. Das höher gesetzte Team hat dabei die ersten beiden Spiele Heimrecht, die nächsten beiden das gegnerische Team. Sollte bis dahin kein Sieger aus der Runde hervorgegangen sein, wechselt das Heimrecht von Spiel zu Spiel. So hat die höhergesetzte Mannschaft in Spiel 1, 2, 5 und 7, also vier der maximal sieben Spiele, einen Heimvorteil.
Bei Spielen, die nach der regulären Spielzeit von 60 Minuten unentschieden bleiben, folgt die Overtime, die im Gegensatz zur regulären Saison mit fünf Feldspielern gespielt wird. Die Drittel dauern weiterhin 20 Minuten und es wird so lange gespielt bis ein Team das erste Tor schießt.

### Playoff-Baum
|  | Division Semifinals | Division Semifinals            | Division Semifinals |                                |                    | Division Finals | Division Finals    | Division Finals |  |  | Conference Finals | Conference Finals | Conference Finals |  |  | Calder Cup Finals | Calder Cup Finals | Calder Cup Finals |
|  |                     |                                |                     |                                |                    |                 |                    |                 |  |  |                   |                   |                   |  |  |                   |                   |                   |
|  | E1                  | Hershey Bears                  | 4                   |                                |                    |                 |                    |                 |  |  |                   |                   |                   |  |  |                   |                   |                   |
|  | E4                  | Philadelphia Phantoms          | 0                   |                                |                    |                 |                    |                 |  |  |                   |                   |                   |  |  |                   |                   |                   |
|  | E4                  | Philadelphia Phantoms          | 0                   | E1                             | Hershey Bears      | 4               |                    |                 |  |  |                   |                   |                   |  |  |                   |                   |                   |
|  |                     |                                |                     | E1                             | Hershey Bears      | 4               |                    |                 |  |  |                   |                   |                   |  |  |                   |                   |                   |
|  |                     |                                | E3                  | Wilkes-Barre/Scranton Penguins | 3                  |                 |                    |                 |  |  |                   |                   |                   |  |  |                   |                   |                   |
|  | E2                  | Bridgeport Sound Tigers        | E3                  | Wilkes-Barre/Scranton Penguins | 3                  | 1               |                    |                 |  |  |                   |                   |                   |  |  |                   |                   |                   |
|  | E2                  | Bridgeport Sound Tigers        |                     |                                |                    | 1               |                    |                 |  |  |                   |                   |                   |  |  |                   |                   |                   |
|  | E3                  | Wilkes-Barre/Scranton Penguins | 4                   |                                |                    |                 |                    |                 |  |  |                   |                   |                   |  |  |                   |                   |                   |
|  | E3                  | Wilkes-Barre/Scranton Penguins | 4                   | E1                             | Hershey Bears      | 4               |                    |                 |  |  |                   |                   |                   |  |  |                   |                   |                   |
|  |                     |                                |                     | E1                             | Hershey Bears      | 4               | Eastern Conference |                 |  |  |                   |                   |                   |  |  |                   |                   |                   |
|  |                     | A2                             | Providence Bruins   | 1                              |                    |                 |                    |                 |  |  |                   |                   |                   |  |  |                   |                   |                   |
|  | A2                  | A2                             | Providence Bruins   | 1                              | Providence Bruins  | 4               |                    |                 |  |  |                   |                   |                   |  |  |                   |                   |                   |
|  | A2                  |                                |                     |                                | Providence Bruins  | 4               |                    |                 |  |  |                   |                   |                   |  |  |                   |                   |                   |
|  | A3                  | Portland Pirates               | 1                   |                                |                    |                 |                    |                 |  |  |                   |                   |                   |  |  |                   |                   |                   |
|  | A3                  | Portland Pirates               | 1                   | A2                             | Providence Bruins  | 4               |                    |                 |  |  |                   |                   |                   |  |  |                   |                   |                   |
|  |                     |                                |                     | A2                             | Providence Bruins  | 4               |                    |                 |  |  |                   |                   |                   |  |  |                   |                   |                   |
|  |                     |                                | A4                  | Worcester Sharks               | 2                  |                 |                    |                 |  |  |                   |                   |                   |  |  |                   |                   |                   |
|  | A1                  | Hartford Wolf Pack             | A4                  | Worcester Sharks               | 2                  | 2               |                    |                 |  |  |                   |                   |                   |  |  |                   |                   |                   |
|  | A1                  | Hartford Wolf Pack             |                     |                                |                    |                 |                    |                 |  |  |                   |                   |                   |  |  |                   |                   |                   |
|  | A4                  | Worcester Sharks               | 4                   |                                |                    |                 |                    |                 |  |  |                   |                   |                   |  |  |                   |                   |                   |
|  | A4                  | Worcester Sharks               | 4                   | E1                             | Hershey Bears      | 4               |                    |                 |  |  |                   |                   |                   |  |  |                   |                   |                   |
|  |                     |                                |                     |                                |                    |                 |                    |                 |  |  |                   |                   |                   |  |  |                   |                   |                   |
|  |                     | N1                             | Manitoba Moose      | 2                              |                    |                 |                    |                 |  |  |                   |                   |                   |  |  |                   |                   |                   |
|  | N1                  | N1                             | Manitoba Moose      | 2                              | Manitoba Moose     | 4               |                    |                 |  |  |                   |                   |                   |  |  |                   |                   |                   |
|  | N1                  |                                |                     |                                | Manitoba Moose     | 4               |                    |                 |  |  |                   |                   |                   |  |  |                   |                   |                   |
|  | N4                  | Toronto Marlies                | 2                   |                                |                    |                 |                    |                 |  |  |                   |                   |                   |  |  |                   |                   |                   |
|  | N4                  | Toronto Marlies                | 2                   | N1                             | Manitoba Moose     | 4               |                    |                 |  |  |                   |                   |                   |  |  |                   |                   |                   |
|  |                     |                                |                     | N1                             | Manitoba Moose     | 4               |                    |                 |  |  |                   |                   |                   |  |  |                   |                   |                   |
|  |                     |                                | N3                  | Grand Rapids Griffins          | 0                  |                 |                    |                 |  |  |                   |                   |                   |  |  |                   |                   |                   |
|  | N2                  | Hamilton Bulldogs              | N3                  | Grand Rapids Griffins          | 0                  | 2               |                    |                 |  |  |                   |                   |                   |  |  |                   |                   |                   |
|  | N2                  | Hamilton Bulldogs              |                     |                                |                    | 2               |                    |                 |  |  |                   |                   |                   |  |  |                   |                   |                   |
|  | N3                  | Grand Rapids Griffins          | 4                   |                                |                    |                 |                    |                 |  |  |                   |                   |                   |  |  |                   |                   |                   |
|  | N3                  | Grand Rapids Griffins          | 4                   | N1                             | Manitoba Moose     | 4               |                    |                 |  |  |                   |                   |                   |  |  |                   |                   |                   |
|  |                     |                                |                     | N1                             | Manitoba Moose     | 4               | Western Conference |                 |  |  |                   |                   |                   |  |  |                   |                   |                   |
|  |                     | W3                             | Houston Aeros       | 2                              |                    |                 |                    |                 |  |  |                   |                   |                   |  |  |                   |                   |                   |
|  | W1                  | W3                             | Houston Aeros       | 2                              | Milwaukee Admirals | 4               |                    |                 |  |  |                   |                   |                   |  |  |                   |                   |                   |
|  | W1                  |                                |                     |                                |                    |                 |                    |                 |  |  |                   |                   |                   |  |  |                   |                   |                   |
|  | W4                  | Rockford IceHogs               | 0                   |                                |                    |                 |                    |                 |  |  |                   |                   |                   |  |  |                   |                   |                   |
|  | W4                  | Rockford IceHogs               | 0                   | W1                             | Milwaukee Admirals | 3               |                    |                 |  |  |                   |                   |                   |  |  |                   |                   |                   |
|  |                     |                                |                     | W1                             | Milwaukee Admirals | 3               |                    |                 |  |  |                   |                   |                   |  |  |                   |                   |                   |
|  |                     |                                | W3                  | Houston Aeros                  | 4                  |                 |                    |                 |  |  |                   |                   |                   |  |  |                   |                   |                   |
|  | W2                  | Peoria Rivermen                | W3                  | Houston Aeros                  | 4                  | 3               |                    |                 |  |  |                   |                   |                   |  |  |                   |                   |                   |
|  | W2                  | Peoria Rivermen                |                     |                                |                    |                 |                    |                 |  |  |                   |                   |                   |  |  |                   |                   |                   |
|  | W3                  | Houston Aeros                  | 4                   |                                |                    |                 |                    |                 |  |  |                   |                   |                   |  |  |                   |                   |                   |

### Calder-Cup-Sieger
| Calder-Cup-Sieger Hershey Bears | Torhüter: Daren Machesney, Michal Neuvirth Verteidiger: Karl Alzner, Greg Amadio, Dean Arsene, John Carlson, Sean Collins, Bryan Helmer, Staffan Kronwall, Sami Lepistö, Grant McNeill, Patrick McNeill, Tyler Sloan Angreifer: Keith Aucoin, Jay Beagle, François Bouchard, Chris Bourque, Kip Brennan, Alexandre Giroux, Andrew Gordon, Andrew Joudrey, Quintin Laing, Graham Mink, Oskar Osala, Mathieu Perreault, Steve Pinizzotto, Darren Reid, Kyle Wilson Cheftrainer: Bob Woods General Manager: Doug Yingst |

## Vergebene Trophäen

### Mannschaftstrophäen
| Auszeichnung                                                     | Team               |
| ---------------------------------------------------------------- | ------------------ |
| Calder Cup Gewinner der AHL-Playoffs                             | Hershey Bears      |
| Richard F. Canning Trophy Gewinner des Eastern Conference-Finale | Hershey Bears      |
| Robert W. Clarke Trophy Gewinner des Western Conference-Finale   | Manitoba Moose     |
| Macgregor Kilpatrick Trophy Bestes Team der Regulären Saison     | Manitoba Moose     |
| Frank S. Mathers Trophy Bestes Team der Eastern Conference       | Hershey Bears      |
| Norman R. „Bud“ Poile Trophy Bestes Team der Western Conference  | Manitoba Moose     |
| Emile Francis Trophy Bestes Team der Atlantic Division           | Hartford Wolf Pack |
| F. G. „Teddy“ Oke Trophy Bestes Team der East Division           | Hershey Bears      |
| Sam Pollock Trophy Bestes Team der North Division                | Manitoba Moose     |
| John D. Chick Trophy Bestes Team der West Division               | Milwaukee Admirals |

### Individuelle Trophäen
| Auszeichnung                                                                                                   | Spieler          | Team              |
| --- | ---------------- | ----------------- |
| Les Cunningham Award MVP der regulären Saison                                                                  | Alexandre Giroux | Hershey Bears     |
| John B. Sollenberger Trophy Bester Scorer                                                                      | Alexandre Giroux | Hershey Bears     |
| Willie Marshall Award Bester Torschütze                                                                        | Alexandre Giroux | Hershey Bears     |
| Dudley „Red“ Garrett Memorial Award Bester Rookie                                                              | Nathan Gerbe     | Portland Pirates  |
| Eddie Shore Award Bester Verteidiger                                                                           | Johnny Boychuk   | Providence Bruins |
| Aldege „Baz“ Bastien Memorial Award Bester Torhüter                                                            | Cory Schneider   | Manitoba Moose    |
| Harry „Hap“ Holmes Memorial Award Torhüter mit dem geringsten Gegentorschnitt                                  | Karl Goehring    | Manitoba Moose    |
| Harry „Hap“ Holmes Memorial Award Torhüter mit dem geringsten Gegentorschnitt                                  | Cory Schneider   | Manitoba Moose    |
| Louis A. R. Pieri Memorial Award Bester Trainer                                                                | Scott Arniel     | Manitoba Moose    |
| Fred T. Hunt Memorial Award Für den Spieler, der durch Fairness, Einsatz und Hingabe herausragt                | Ajay Baines      | Iowa Chops        |
| Yanick Dupré Memorial Award Für den Spieler, der sich durch besonderen Einsatz in der Gesellschaft auszeichnet | Brandon Rogers   | Houston Aeros     |
| Jack A. Butterfield Trophy MVP der Calder-Cup-Playoffs                                                         | Michal Neuvirth  | Hershey Bears     |